# Neamblyaeneus cyanopygus
Neamblyaeneus cyanopygus là một loài tò vò trong họ Ichneumonidae.